# Aaron Miles (basket-ball)
Pour l’article homonyme, voir Aaron Miles.
Aaron Marquez Miles est un joueur puis entraîneur américain de basket-ball né le 13 avril 1983 à Portland, Oregon. Il joue au poste de meneur.

## Carrière
Après quatre années au niveau universitaire avec les Jayhawks de l'université du Kansas, il se présente à la Draft 2005 de la NBA mais n'est pas sélectionné. Il signe néanmoins un contrat avec les Warriors de Golden State et participe à 19 matches avec l'équipe lors du début de la saison 2005-2006. En janvier 2006, son contrat n'est pas renouvelé et il rejoint les Flyers de Fort Worth où il retrouve Keith Langford, son ancien coéquipier à Kansas. Il joue ensuite la saison 2006-2007 en France avec l'Élan béarnais Pau-Lacq-Orthez avec qui il gagne la coupe de France. Il part ensuite en Espagne au CDB Séville lors de la saison 2007-2008, puis rejoint le Paniónios BC en Grèce l'année suivante. Il est transféré à l'Aris Salonique pour la saison 2009-2010.
En avril 2013, il remporte la Coupe de Russie avec Krasnye Krylya Samara et est nommé MVP (meilleur joueur) de la compétition. Miles remporte aussi l'EuroChallenge 2012-2013.
En janvier 2014, il est nommé meilleur joueur de la première journée du Last 16 de l'EuroChallenge avec une évaluation de 29 (24 points à 10 sur 15 au tir, 7 passes décisives, 5 interceptions et 3 rebonds) dans une défaite en prolongation face au Tartu Rock.
Miles entraîne les Warriors de Santa Cruz (G-League) entre 2017 et 2019.
En juillet 2021, Miles devient l'un des adjoints d'Ime Udoka, l'entraîneur des Celtics de Boston.

## Palmarès
- Vainqueur de la Coupe de Russie de basket-ball 2013
- Vainqueur de l'EuroChallenge 2012-2013
- Vainqueur de la Coupe de France de basket-ball 2007